# Bart Seldeslachts
Bart Seldeslachts (Leuven, 23 januari 1975) is een Belgisch politicus voor N-VA.

## Levensloop
Seldeslachts doorliep zijn secundaire school aan het Sint-Pieterscollege te Leuven. Vervolgens studeerde hij Geschiedenis aan de Katholieke Universiteit Leuven, alwaar hij Bart De Wever als promotor had. Ten slotte volgde hij een master na master-opleiding 'archivistiek, erfgoedbeheer en hedendaags documentenbeheer' aan de Vrije Universiteit Brussel (VUB). Professioneel is hij actief als leerkracht aan de Provinciale School voor Tuinbouw en Techniek (PTS) te Mechelen.
Seldeslachts werd politiek actief bij de Volksunie te Bierbeek in de aanloop naar de gemeenteraadsverkiezingen van 1994, alwaar hij vanaf 2002 tevens een tijdlang OCMW-raadslid was. Bij de lokale verkiezingen van 2012 werd hij verkozen tot gemeenteraadslid te Kontich. Hij behaalde 296 voorkeurstemmen. Vervolgens werd hij aangesteld als schepen in een bestuursmeerderheid van N-VA en Dorpslijst Sander. Op 1 januari 2016 werd hij burgemeester in opvolging van partijgenoot Erik Jacobs. Hij bleef verantwoordelijk voor Onderwijs, Patrimonium en Erfgoed.
Bij de gemeenteraadsverkiezingen van 2018 behaalde Seldeslachts meer dan 1800 stemmen. Hij bleef burgemeester in een coalitie van N-VA en Open Vld.
Bij de lokale stembusgang van 2024 was hij opnieuw lijsttrekker voor de N-VA. Deze partij werd de grootste binnen de gemeente, maar Seldeslachts gaf het burgemeestersambt over aan partijgenoot Willem Wevers.